# Pirates of the High Seas
Pirates of the High Seas é um seriado estadunidense de 1950, gênero Filme de aventura, dirigido por Spencer Gordon Bennet e Thomas Carr, em 15 capítulos, estrelado por Buster Crabbe, Louis Hall e Tommy Farrell. 
Foi produzido e distribuído pela Columbia Pictures, e veiculou nos cinemas estadunidenses a partir de 2 de novembro de 1950.[carece de fontes?]
Foi o 44º entre os 57 seriados produzidos pela Columbia Pictures.[carece de fontes?]

## Sinopse
O aventureiro Jeff Drake veleja para uma ilha do Pacífico para ajudar Kelly Walsh, um velho amigo, cuja linha de frete está sendo sabotada por um navio fantasma (tal como o clássico Holandês Voador). Drake e Walshs investigam em busca de Walter Castell, um fugitivo que roubou 5 milhões de dólares em diamantes, no final da Segunda Guerra Mundial. Várias outras pessoas, incluindo a irmã de Walsh, querem ir para a ilha. Drake e seus amigos encontram vários perigos quando são atacados por uma gangue que também procura os diamantes roubados, liderados pelo misterioso “Almirante”.

## Elenco
- Buster Crabbe … Jeff Drake. Este foi o único seriado em que Crabbe interpretou um personagem original, ao invés de um adaptado.[3]
- Lois Hall … Carol Walsh
- Tommy Farrell … Kelly Walsh
- Gene Roth … Gov. Frederick Whitlock
- Tristram Coffin … Walter Castell
- Stanley Price … Lamar
- Marshall Reed … Shark Wilson
- Rusty Wescoatt … Adams
- Terry Frost … Carter
- Pierce Lyden … Durk
- Neyle Morrow … Kalana
- Symona Boniface … The Lotus Lady
- Hugh Prosser … Roper
- Lee Roberts … Barker
- William Fawcett … Ben Wharton

## Produção
Pirates of the High Seas é qualificado como uma história sobre mar e selva, devido à ação que ocorre em ilhas desconhecidas.

## Capítulos
1. Mystery Mission
2. Attacked by Pirates
3. Dangerous Depths
4. Blasted to Atoms
5. The Missing Mate
6. Secret of the Ivory Case
7. Captured by Savages
8. The Vanishing Music Box
9. Booby Trap
10. Savage Snare
11. Sinister Cavern
12. Blast from the Depths
13. Cave In
14. Secret of the Music Box
15. Diamonds from the Sea

Fonte: